# Troféu Joan Gamper de 1982
O Troféu Joan Gamper de 1982 foi a 17ª edição da competição. O Internacional, da cidade brasileira de Porto Alegre, foi o campeão, após ganhar de 3x1 do Manchester City. O Barcelona terminou em terceiro, vencendo o Kõln, que ficou em quarto.
Numa das semifinais, o Internacional havia derrotado o anfitrião Barcelona, nos pênaltis, por 4 a 1, após empate em 0 a 0 no tempo normal. Este jogo é até hoje recorde de público do torneio, com mais de 110 mil torcedores que compareceram para ver a estreia da maior contratação do Barcelona na época, o argentino Diego Maradona. O Internacional é, até hoje, o único clube de futebol não europeu a ganhar o Troféu Joan Gamper.

## Participantes
- Barcelona
- Internacional
- Köln
- Manchester City

## Tabela

### Semifinais
| 24 de agosto de 1982 | Barcelona | (1)0 – 0(4) | Internacional | Camp Nou, Barcelona (Espanha) Público: +100 000 Árbitro: Pes Perez Auxiliares: |
|                      |           |             |               |                                                                                |

|                            |     | Penalidades                                       |  |
| Maradona: Schuster: Quini: | 1–4 | André Luiz: Ademir Kaefer: Rubén Paz: Andrezinho: |  |

| 24 de agosto de 1982 | Manchester City | 1 – 1 | Köln       | Camp Nou, Barcelona (Espanha) Público: Árbitro: Auxiliares: |
|                      | Tueart 69'      |       | Strach 71' |                                                             |

### Finais

#### Disputa do terceiro lugar
| 25 de agosto de 1982 | Barcelona    | 1(5) – 1(4) | Köln       | Camp Nou, Barcelona (Espanha) Público: Árbitro: Auxiliares: |
|                      | Maradona 39' |             | Engels 16' |                                                             |

|                                                 |     | Penalidades                                    |  |
| marcou. · marcou. · marcou. · marcou. · marcou. | 5–4 | marcou. · marcou. · marcou. · marcou. · errou. |  |

#### Decisão
| 25 de agosto de 1982 | Internacional                                                     | 3 – 1 | Manchester City | Camp Nou, Barcelona (Espanha) Público: Árbitro: Auxiliares: |
|                      | Edevaldo 56' (P) · Paulo César Maringá 61' · Fernando Roberto 82' |       | McDonald 85'    |                                                             |

- Internacional: Benitez; Edevaldo, Mauro Pastor, Mauro Galvão e André Luiz; Ademir Kaefer, Müller (Joãozinho) e Cléo (Sílvio); Paulo César Maringá (Fernando Roberto), Rubén Paz e Silvinho.
- Manchester City: Joe Corrigan; Ray Ranson, Bobby McDonald, Dennis Tueart e Kempron (Andy May); Kevin Bond, Kevin Reeves e Asa Hartford; Hakeide, Cross e Power.

| Troféu Joan Gamper 1982           |
| --------------------------------- |
| INTERNACIONAL Campeão (1º título) |